# Кведлінбурзькі аннали
Кведлінбурзькі аннали ( лат. Saxonicae Annales Quedlinburgenses  ; нім. Quedlinburger Annalen) були написані між 1008 і 1030 роками в монастирі Кведлінбурзьке абатство . Останніми роками виник консенсус, що ймовірно літописцем була жінка.  Аннали здебільшого присвячені історії Священної Римської імперії ; в них також міститься перша письмова згадка назви Литви («Litua»), датована березнем 1009 року. Оригінальний документ зник, і до нас дійшла лише копія 16-го століття, яка зберігалася в Дрездені , але його зміст зберігся як науковий ресурс.

## Історія

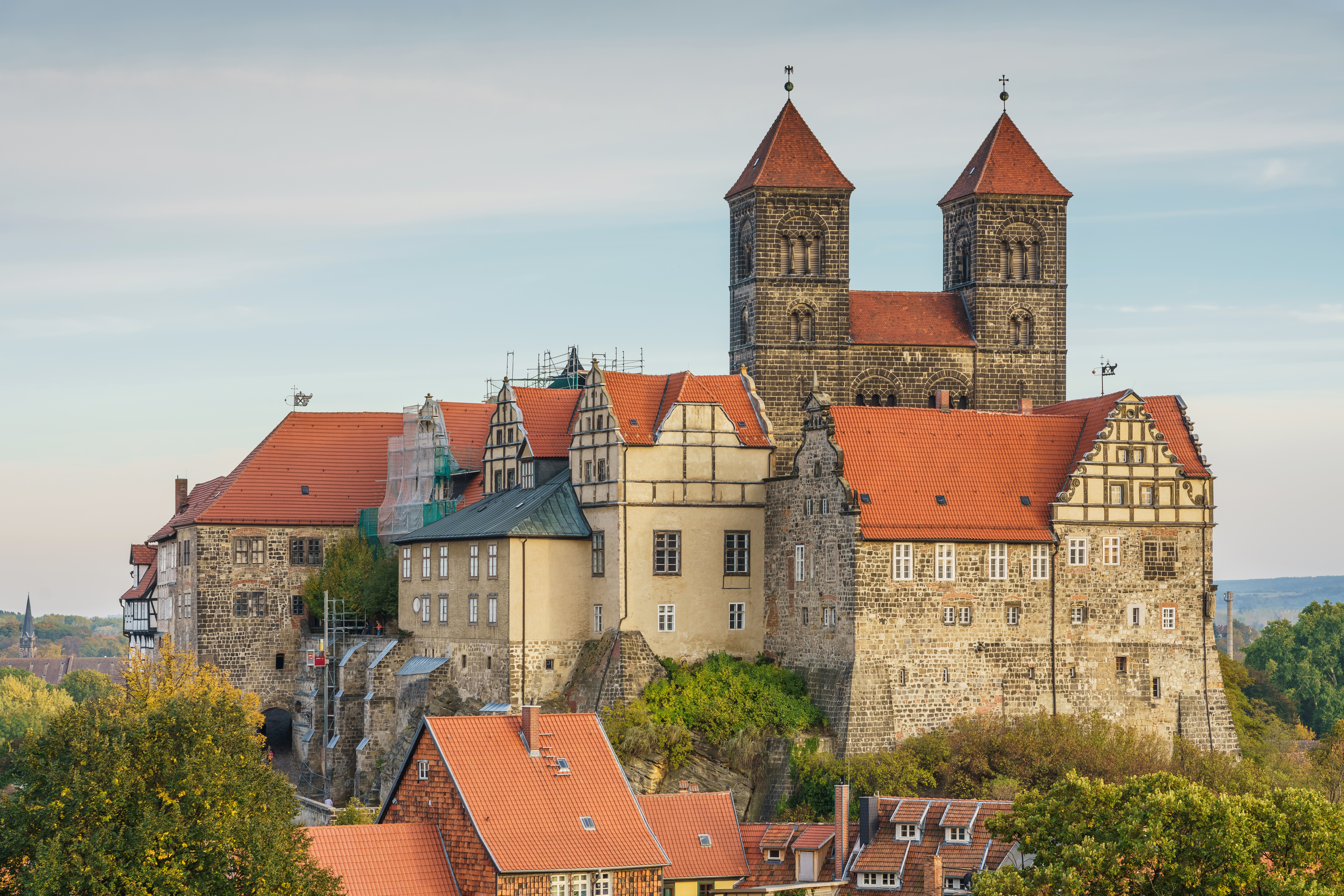
Костел і монастир Св. Серватія

Місто Кведлінбург, Німеччина, вперше письмово згадується в документі, датованому 922 роком. У 936 році свята Матильда заснувала Кведлінбурзьке абатство, релігійну громаду для жінок, і керувала нею до своєї смерті в 966 році. Абатство стало головним навчальним закладом для жінок-дворянок Саксонії та зберігало свою місію протягом майже 900 років.   Місто служило імперським пфальцфахом саксонських імператорів, де був похований Генріх I Птахолов, засновник династії Оттонів. Кведлінбург знаходився неподалік від Магдебурга, королівської асамблеї імперії, і тому його літописці могли покладатися на справжню інформацію з королівського дому та отримати свідчення очевидців. Місто трохи втратило статус під час правління Генріха II, який порушив традицію святкування Великодня тут; Літописи зображують його несприятливо і демонструють, до якої міри королівський монастир мав право критикувати свого монарха.

## Літопис
Аннали відкриваються хронікою всесвітньої історії від часів Адама до Третього Константинопольського собору в 680-681 рр., заснованої на хроніках Єроніма, Ісидора та Беди. Розповідь значною мірою запозичено з багатьох старих джерел до 1002 року, хоча існують оригінальні повідомлення ще з 852 року. Починаючи з 993 року, розповідь починає включати події, які представляють власне свідчення очевидця літописця щодо подій у Кведлінбурзі та навколо нього.  Починаючи з 1008 року кількість деталей значно зростає, що змушує деяких аналітиків зробити висновок, що 1008 рік був справжньою датою, коли вперше були складені Аннали, хоча Роберт Гольцман стверджує, що датою початку є 1000 рік. Існує припущення, що літописець тимчасово відмовився від проекту між 1016 і 1021 роками. Точні причини призупинення роботи невідомі. Робота над проектом тривала між 1021 і 1030 роками, коли його автори змогли повідомити про військову перемогу над Мешко II Ламбертом, королем Польщі.
Першочерговим завданням літописців було записати спадщину династії Оттонів і самого Кведлінбурга. Аннали містять історії ряду історичних і легендарних діячів, таких як Аттіла Гун, король готів Дітріх та інші.  Історик Феліс Ліфшиц припустив, що кількість матеріалу саги, інтегрованого в її розповідь, не має аналогів.
Кведлінбурзькі аннали стали важливим дослідницьким джерелом; протягом 12 століття їх використовували принаймні п'ять сучасних істориків. Феліс Ліфшиц стверджує, що «Аннали Кведлінбурга» відіграли ключову роль у формуванні того, як впливові німці XIX-ХХ століть бачили своє середньовічне минуле. Вони продовжують аналізуватися в інших контекстах: дослідниками Беовульфа, які обговорюють використання ним терміна Hugones для позначення франків, кліматологами та в книзі, що обговорює страх перед тисячоліттям.

## Згадка про Литву
Перша письмова згадка назви Литви простежується в Кведлінбурзьких анналах і датується 9 березня 1009 року. Уривок читає:
|  | Sanctus Bruno qui cognominatur Bonifacius archepiscopus et monachus XI. suæ conuersionis anno in confinio Rusciæ et Lituæ a paganis capite plexus cum suis XVIII, VII. Id. Martij petijt coelos. «[У 1009 р.] святий Бруно, архієпископ і монах, якого звали Боніфацій, був убитий Язичниками протягом 11-го року цього навернення на Русі і Литва на кордоні разом із 18 його послідовниками увійшов на небо 9 березня». |

З інших джерел, які описують Бруно Кверфуртського, стає зрозуміло, що цей місіонер намагався християнізувати язичницького короля Нетімера та його підданих. Однак брат Нетімера, відмовившись прийняти християнство, убив Бруно та його послідовників. Історик Альфредас Бумблаускас припустив, що в історії йдеться про першу спробу хрещення в історії Литви.

## Видання та переклади
- Латинське видання (включно з Анналами Гільдесгайма та Вайсембурга): MGH SS 3, стор. 18f.
- Аннали Священної Римської імперії. Аннали Кведлінбурга. Переклад і коментарі Гжегожа Казімєжа Валковського (Вальковський, Бидгощ, 2014)ISBN 978-83-930932-6-7